# Euphorbia caerulescens
Espèce
Synonymes
L’euphorbe bleue (Euphorbia caerulescens) est une espèce de plantes à fleurs de la famille des Euphorbiacées. Son aire de répartition naturelle est la province du Sud du Cap où il est endémique. C'est un sous-arbrisseau ou arbuste succulent qui pousse principalement dans le biome subtropical.

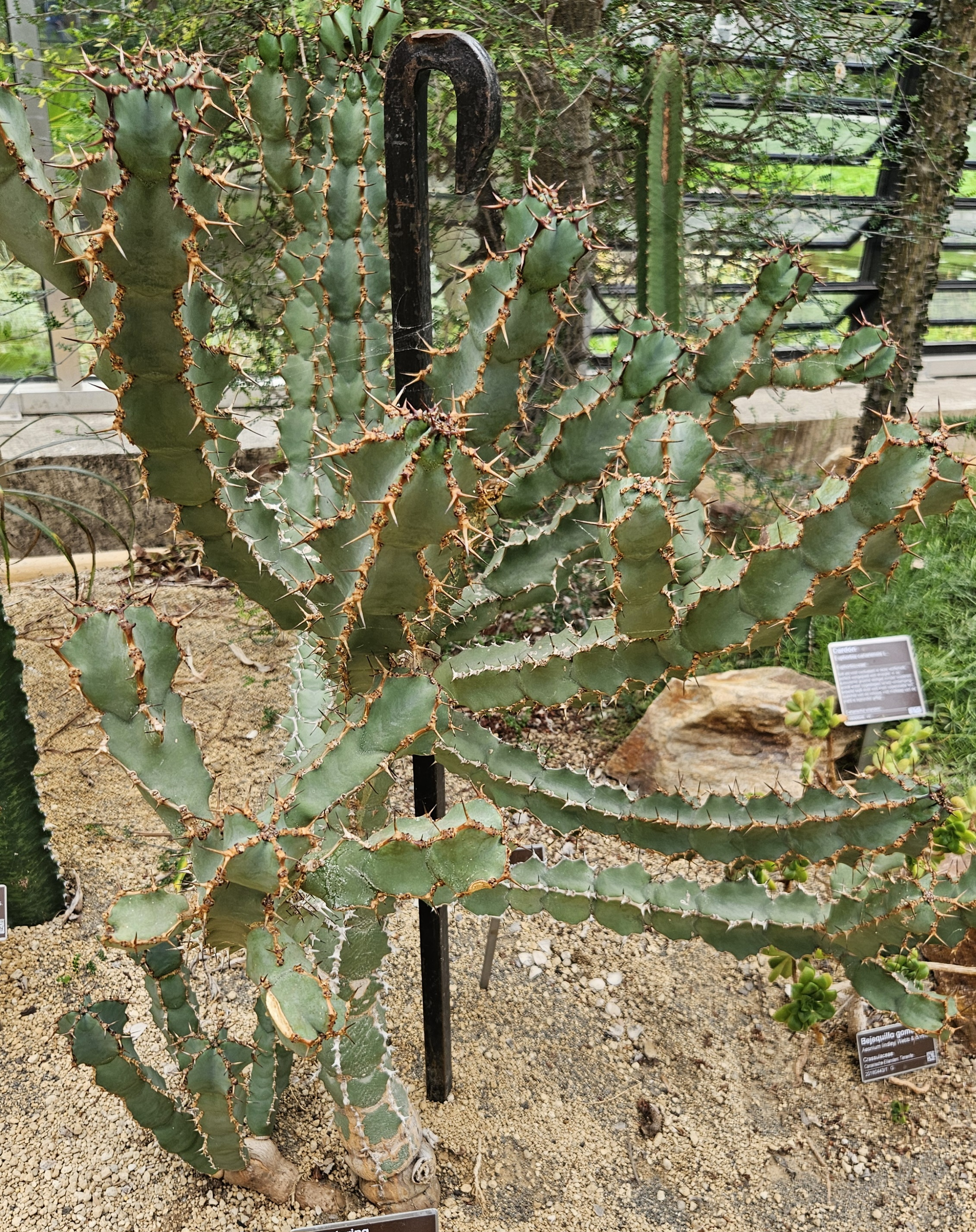
Euphorbia caerulescens au jardin botanique d'Amsterdam

.

## Description

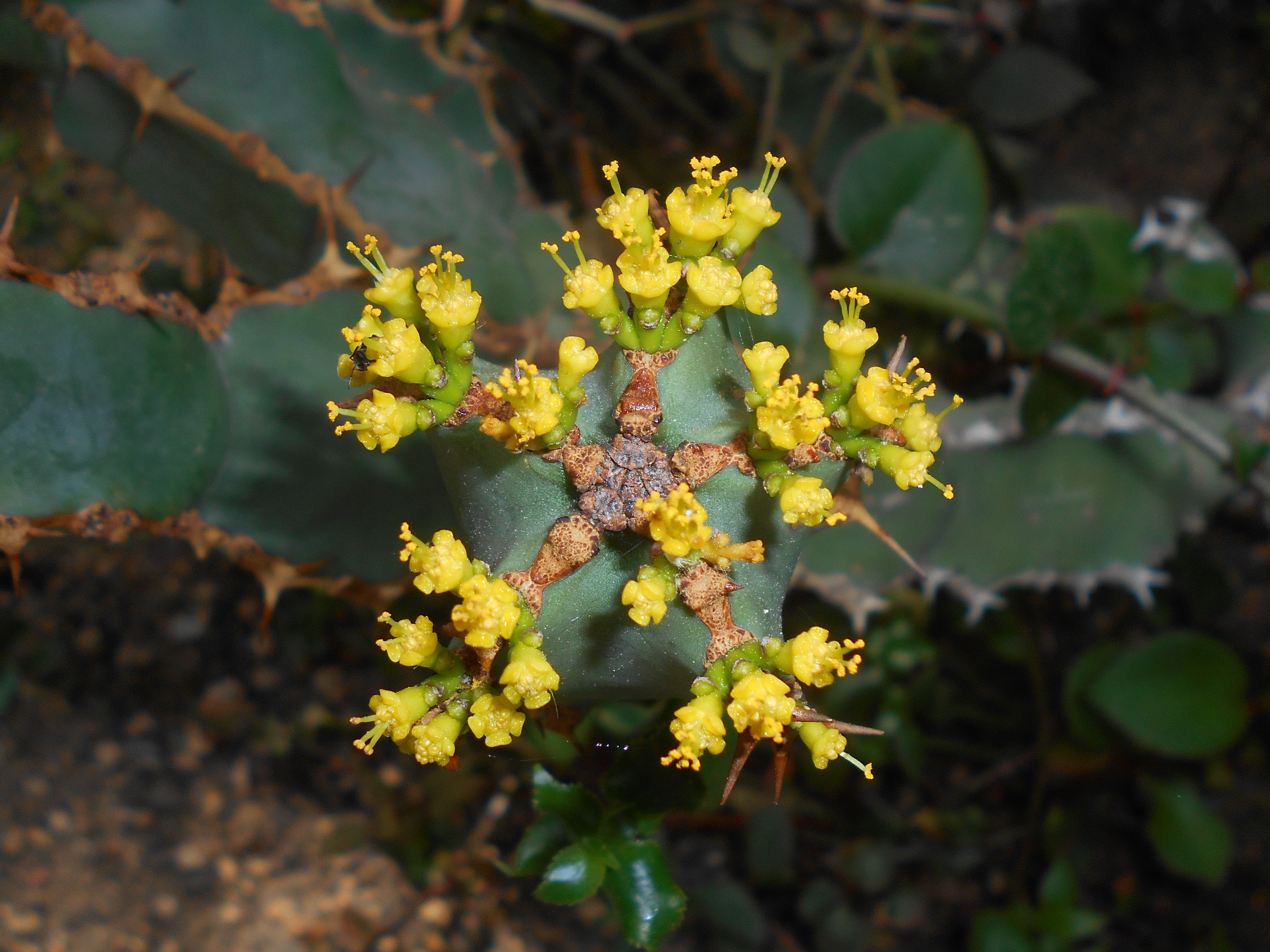
Floraison.

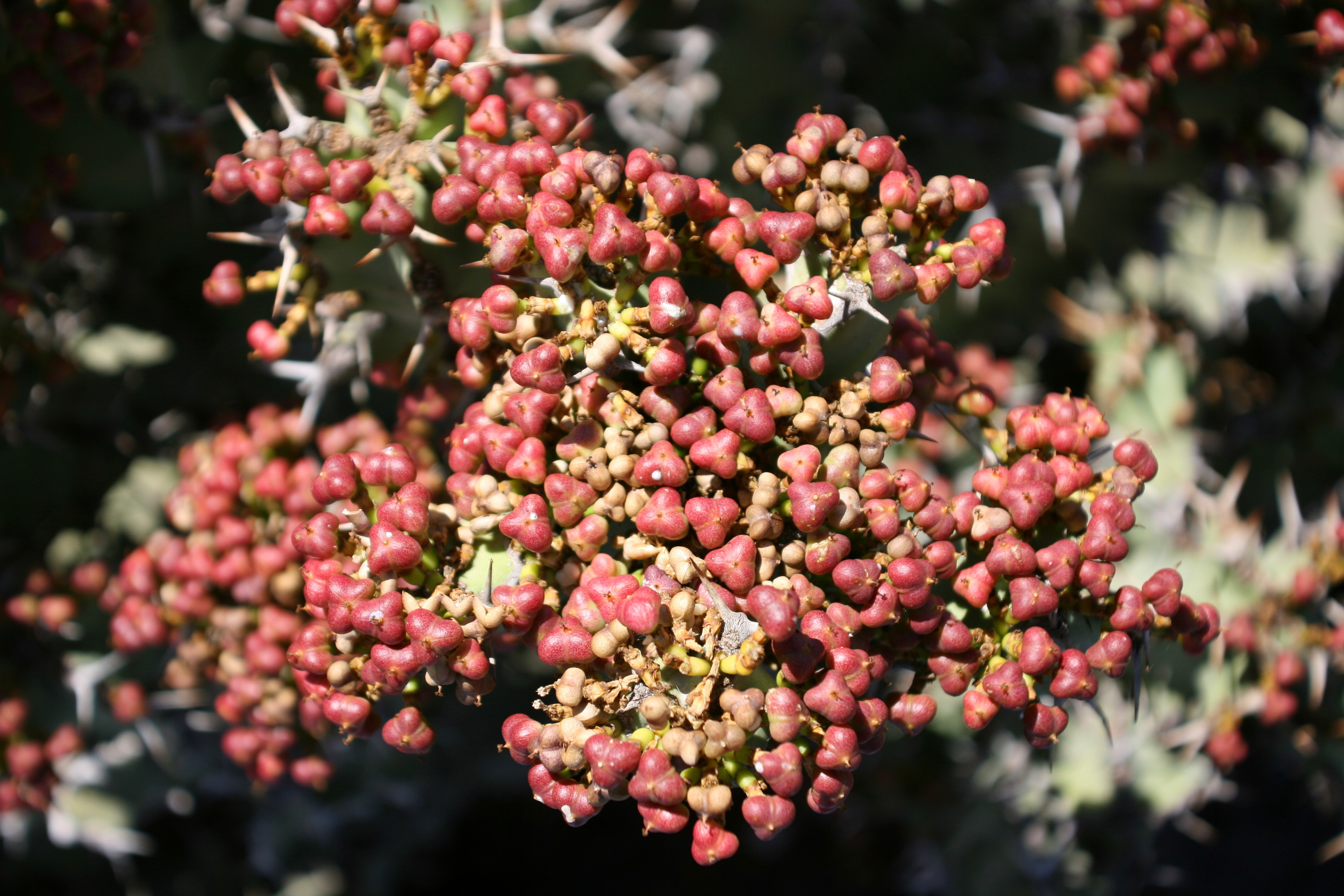
Fruits.

C'est une plante succulente persistante, arbustive et épineuse qui atteint une taille de 0,5 à 1,7 m de hauteur et peut s'étendre sur une largeur presque aussi grande.
Elle forme une couronne touffue de branches courtes épaisses, ressemblant à des cactus, divisées en de nombreuses articulations. Cette euphorbe se propage par des rhizomes souterrains qui créent de vastes peuplements de plantes densément compactes.
Les tiges bleu-vert, généralement pentagonales et dressées, sont divisées en sections d'environ 5 cm de long et 5 cm de large avec un léger étranglements entre chaque section. Chaque angle des tiges présente tous les 10 à 15 mm une paire d'épines mesurant jusqu'à 12 mm de long.
Euphorbia caerulescens fleurit au printemps, de mai à juillet. Les fleurs sont petites, jaunes et se trouvent à l'extrémité des branches. Elles sont entourées d'une bractée rouge vif qui attire les insectes pollinisateurs.
La fructification a lieu en été, de juillet à août. Les fruits sont des capsules sphériques qui contiennent de nombreuses petites graines. Les graines sont dispersées par le vent ou par les animaux.

## Utilisation
C'est une plante ornementale à croissance lente appréciée pour son feuillage bleu-vert et ses épines décoratives. Elle est souvent utilisée dans les jardins de rocailles, les jardins de succulentes et les pots. Elle peut également être cultivée comme plante d'intérieur.

## Culture
Euphorbia caerulescens est une plante facile à cultiver. Elle a besoin d'un sol bien drainé et d'une exposition en plein soleil. Elle préfère un sol sablonneux ou graveleux avec un pH neutre à légèrement alcalin. Elle n'aime pas les sols lourds ou humides, car ils favorisent la pourriture de ses racines.
Euphorbia caerulescens est une plante succulente résistante à la sécheresse (mais elle poussera plus rapidement si elle est arrosée régulièrement pendant les périodes de sécheresse prolongées). Elle est aussi assez rustique puisqu'elle peut supporter des températures allant jusqu'à -5°C. Elle est donc adaptée aux climats tempérés.

## Propagation
Euphorbia caerulescens peut être propagée par bouturage ou par semis. Le bouturage est la méthode la plus simple. Il suffit de prélever une branche saine, de la laisser sécher quelques jours et de la planter dans un pot avec un mélange de terreau et de sable. La plante devrait s'enraciner en quelques semaines.

## Toxicité
Toutes les espèces d'euphorbes contiennent un latex toxique. Il est important de porter des gants lorsque vous manipulez cette plante.

## Systématique
Le nom correct complet (avec auteur) de ce taxon est Euphorbia caerulescens Haw..
Euphorbia caerulescens a pour synonymes :
- Euphorbia coerulescens
- Euphorbia ledienii var. dregei N.E.Br.